# Neolythria tandjrinaria
Neolythria tandjrinaria là một loài bướm đêm trong họ Geometridae.